# Ashes of the Singularity
Ashes of the Singularity là một game chiến lược thời gian thực do hãng Oxide Games và Stardock Entertainment đồng phát triển. Trò chơi được phát hành cho Microsoft Windows vào ngày 31 tháng 3 năm 2016. Game có các trận chiến quy mô lớn liên quan đến hàng ngàn đơn vị trên những chiến trường rộng lớn. Như vậy, nó đòi hỏi phần cứng tương đối cao. Một bản mở rộng độc lập mang tên Ashes of the Singularity: Escalation được phát hành vào tháng 11 năm 2016, nhưng sau đó đã được sáp nhập vào bản chính.

## Lối chơi
Ashes of the Singularity thuộc thể loại chiến lược thời gian thực. Điểm khác biệt chính của nó là khả năng xử lý hàng ngàn đơn vị quân cá nhân tham gia chiến đấu đồng thời, lớn hơn nhiều so với hầu hết các tựa game khác cùng loại, trên các bản đồ lớn và không có sự trừu tượng. Điều này đạt được thông qua một engine mới phát triển mang tên Nitrous được thiết kế để tận dụng triệt để bộ xử lý đa nhân 64 bit hiện đại, được phản ánh trong những yêu cầu hệ thống tương đối cao (bao gồm bộ xử lý 4 nhân). Nhằm cho phép người chơi kiểm soát hiệu quả số lượng quân lớn như vậy, các nhóm quân riêng lẻ có thể được kết hợp thành "đơn vị meta" hoạt động theo cách gắn kết, theo đó các chiến lược phức tạp dễ phát triển hơn.

## Phát triển
Ashes of the Singularity là tựa game đầu tiên được phát hành với sự hỗ trợ DirectX 12. Đây cũng là một trong những game đầu tiên hỗ trợ Vulkan. Phiên bản đang phát triển của trò chơi đã được phát hành thương mại thông qua Steam Early Access vào ngày 22 tháng 10 năm 2015. Phiên bản chính thức của trò chơi được phát hành trên Windows vào ngày 31 tháng 3 năm 2016.
Do hỗ trợ DirectX 12 từ sớm của trò chơi và việc sử dụng rộng rãi tính toán song song, nó thường được sử dụng làm kiểm chuẩn. Tranh cãi nổ ra khi Nvidia GPU được phát hiện hoạt động kém so với các đối tác AMD của họ trên các phiên bản beta đầu tiên của Ashes; điều này là do trò chơi sử dụng các tính năng không đồng bộ và bóng mờ được triển khai trong phần cứng trên AMD Graphics Core Next GPU nhưng phải được thực hiện trong phần mềm trên Nvidia GPU.
Ngày 10 tháng 11 năm 2016, Ashes of the Singularity: Escalation được phát hành. Đây là một bản mở rộng độc lập bổ sung vào bản gốc với nhiều đơn vị quân, bản đồ và công trình hơn, cũng như một số điều chỉnh giao diện. Tổng số người chơi cũng được tăng từ 8 đến 16 người chơi. Bản mở rộng sau đó đã được sáp nhập vào bản gốc vào ngày 16 tháng 2 năm 2017, sau khi rõ ràng là các bản riêng biệt đã chia rẽ cộng đồng người chơi.
Stardock từng làm việc trên Native Client Linux được một thời gian. Mặc dù chưa có lời hứa về ngày phát hành, nhưng vẫn có hy vọng game sẽ ra mắt vào năm 2019.

## Đón nhận
Ashes of the Singularity nhận được những đánh giá "trung bình" từ giới phê bình theo trang web đánh giá tổng hợp Metacritic. Cho điểm số cao là 7.7, IGN đã viết: "Đây là một vùng chiến sự nơi vị tướng sắc sảo nhìn vào bức tranh lớn hơn sẽ chiến thắng con át chủ bài nhanh chóng với những phím tắt như chớp." PC Gamer chấm cho game 75/100 điểm. GameSpot thì cho lời đánh giá trái chiều.